# Parafia Świętych Apostołów Piotra i Pawła w Użrankach
Parafia Świętych Apostołów Piotra i Pawła w Użrankach – parafia rzymskokatolicka, znajdująca się w diecezji ełckiej, w dekanacie Mikołajki.